# سيدي عزوز (القليين)
سيدي عزوز هو دُوَّار يقع بجماعة مولاي عبد الكريم، إقليم تاونات، جهة فاس مكناس في المملكة المغربية. ينتمي الدوّار لمشيخة القليين التي تضم 26 دوار. يقدر عدد سكانه بـ 215 نسمة حسب الإحصاء الرسمي للسكان والسكنى لسنة 2004.

## روابط خارجية
- البوابة الوطنية للجماعات الترابية نسخة محفوظة 12 مارس 2018 على موقع واي باك مشين.
- المندوبية السامية للتخطيط